# Physoconops tuberculatus
Physoconops tuberculatus är en tvåvingeart som först beskrevs av Enrico Adelelmo Brunetti 1925.  Physoconops tuberculatus ingår i släktet Physoconops och familjen stekelflugor.
Artens utbredningsområde är Zimbabwe. Inga underarter finns listade i Catalogue of Life.